# JMBG
JMBG (серб. Јединствени матични број грађанина — «Уникальный идентификационный номер гражданина», хорв. Matični broj građana — MBG, макед. Единствен матичен број на граѓанинот — ЕМБГ, словен. Enotna matična številka občana сокращённо EMŠO) — это личный идентификационный номер, который присваивался всем гражданам СФРЮ (Социалистическая Федеративная Республика Югославия).
Номер до сих пор используется во вновь образованных государствах бывших республик СФРЮ, за исключением Хорватии. 1 января 2009 года в Хорватии JMBG был заменён личным идентификационным номером (хорв. Osobni identifikacijski broj сокращённо OIB), который состоит из 11 случайно выбранных цифр.
 Введение
Закон о введении единого идентификационного номера граждан был принят в 1976 году на уровне СФРЮ. Вслед за государственным законом о введении национального идентификационного номера последовали республиканские законы о едином национальном идентификационном номере граждан, которые были приняты в период с 1978 по 1980 год в каждой из республик и областей. В республиканских законах определялось:
1. что крайним сроком введения идентификационного номера является 1987 год;
2. что номер присваивался всем лицам по месту жительства, а новорождённым детям по месту рождения;
3. что идентификационный номер везде определяется органами внутренних дел, за исключением Воеводины и Словении, где это делают статистические институты;
4. что в реестре личных идентификационных номеров помимо самого номера также указываются имя, фамилия, имя одного из родителей и место рождения.

Несмотря на это, в некоторых республиках номер не присваивался по регионам места рождения.

## [1]Формат JМБГ
Единый идентификационный номер гражданина состоит из 13 цифр в формате: ДД ММ ГГГ РР ННН К (без пробелов), где буквы являются кодами:
- ДД — день рождения
- ММ — месяц рождения
- ГГГ — последние три цифры года рождения
- РР — регион рождения или проживания
- ННН — уникальный номер
- К — контрольная цифра

### Регион рождения или проживания
Регион рождения или проживания представляет собой двузначный номер РР в JMБГ и определяется:
- 00-09 — иностранцы получившие гражданство СФРЮ
- 10-19 — Босния и Герцеговина
- 20-29 — Черногория
- 30-39 — Хорватия
- 40-49 — Северная Македония
- 50-59 — Словения
- 60-69 — Граждание с временным разрешением на проживание
- 70-79 — Центральная Сербия
- 80-89 — Автономный край Воеводина
- 90-99 — Автономный край Косово и Метохия

Уникальный номер представляет собой трёхзначный номер ННН в JMBG и лежит в диапазоне:
- 000—499 для мужчин
- 500—999 для женщин

### Контрольная цифра — это однозначное число K в JMBG.
Для вычисления контрольной цифры запишем JMBG в виде: A 1 A 2 A 3 A 4 A 5 A 6 A 7 A 8 A 9 A 10 A 11 A 12 A 13 и вычислим сумму S:
S = 7·А 1 + 6·А 2 + 5·А 3 + 4·А 4 + 3·А 5 + 2·А 6 + 7·А 7 + 6·А 8 + 5·А 9 + 4·А 10 + 3·А 11 + 2·А 12
и цифра К, то есть А 13 получается по формуле:
K = S mod 11, то есть цифра К равна остатку при делении числа S на 11.
Если остаток при делении числа S на число 11 обозначить через m, то для:
- m = 0, контрольная цифра K = 0.

### m = 1, регистрационный номер неверный, поэтому номер BBB увеличивается на 1 и расчёт начинается сначала.
- m больше 1, контрольная цифра K = 11 — m.

## Формула для вычисления контрольной цифры в программах для работы с электронными таблицами
Пусть
- A1 — первые 12 цифр номера
- B1 — последняя (контрольная) цифра номера
- C1 — целое число с контрольной цифрой,

код для вычисления контрольной цифры в программах для работы с электронными таблицами будет таким:
```
B1 = 10-MOD(SUMPRODUCT(MID(A1,{1,2,3,4,5,6;7,8,9,10,11,12},1)*{7,6,5,4,3,2})-1,11)
 
C1 = IF(B1=10;"неверно!";A1&B1)
```

## Смена JMBG в Республике Сербия
В соответствии со статьёй 8 Закона об уникальном идентификационном номере новый JMBG может быть определён в связи с изменением некоторых данных (Смена пола) или неверно введёнными данными (дата рождения), а старый пассивизируется и не используется в правовом обороте. Новый JMBG также может быть назначен усыновлённому ребёнку. В случае отмены усыновления ребёнка вновь назначенный JMBG деактивируется, а старый активируется.